# 프리플렉스빔
프리플렉스빔(Pre-flex Beam)은 일종의 프리텐션(pretension)공법으로서 미리 Camber를 준 I형 강재 Beam에 하중을 가해 하부 플랜지가 최대 인장상태에 있을 때 하부플랜지에 고강도 콘크리트를 타설하고, 콘크리트 양생후 프리플렉스하중을 제거하여 하부 플랜지 콘크리트에 작용하는 큰 압축응력을 프리스트레스로 이용하는 빔이다.

## 프리플렉스빔의 원리
1. Camber가 주어진 I형 강재빔을 제작한후 재하대에 거치한다.
2. 거치된 강재빔에 프리플렉스 하중을 가해 하부플랜지가 인장상태에 놓이도록 한다.
3. 프리플렉스 하중을 유지한채 하부플랜지에 철근을 배근하고 콘크리트를 타설후 양생한다.
4. 프리플렉스 하중을 제거하여 하부플랜지 콘크리트에 프리스트레스를 도입한다.

## 특징
스판(Span)의 거리를 좀 길게하여 중간에 기둥을 없애고 공간활용을 극대화
하겠다는 건축,토목용  빔 철골자재 입니다
국내에는 몇개 회사가 생산하는데 요즘은 그 보다 더 경제적,시공성이 용이한
철골 빔 자재도 많이 개발되었어요
교량,초고층,육교,주차빌딩등에 많이 이용 됩니다.